# Friedrich Robert Faehlmann

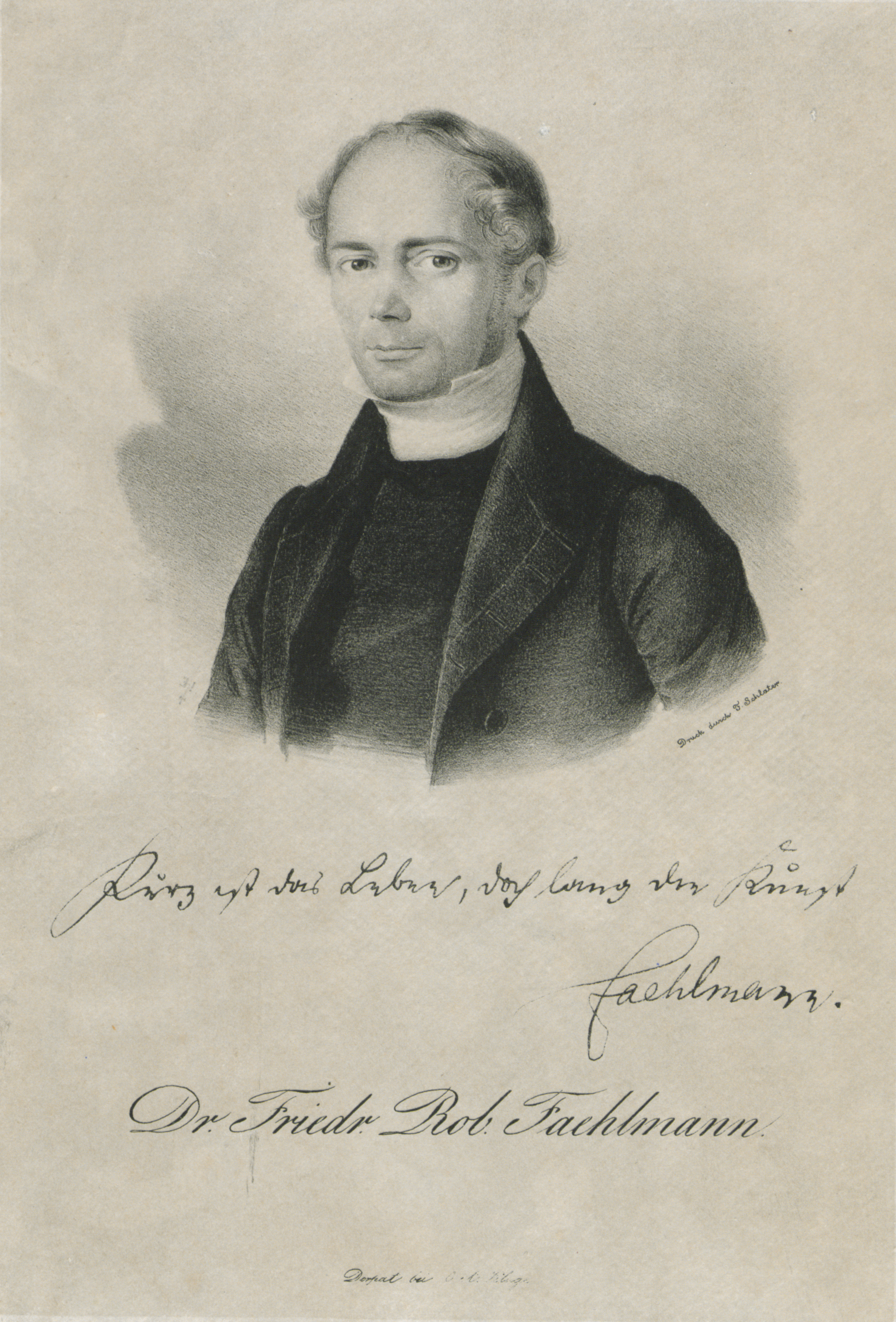

Friedrich Robert Faehlmann (31 december 1798 in Ao – 22 april 1850 in Tartu) was een Estse schrijver, arts en taalkundige. Hij behaalde in 1825 zijn diploma aan de medische faculteit van de Universiteit van Dorpat. Faehlmann verwierf bekendheid als medeoprichter en voorzitter (1843-1850) van het Genootschap van Estische Geleerden aan dezelfde universiteit, waar hij ook lezingen gaf in de Estse taal.
In de jaren 1820 ontwikkelde Faehlmann een interesse in de Estse cultuur en folklore, wat leidde tot zijn betrokkenheid bij de oprichting van het 'Wetenschappelijk genootschap van Estland' in 1838. Zijn bijdrage aan de studie van de Estse folklore, met name zijn aandacht voor het epos Kalevipoeg, heeft hem postuum erkend als een belangrijke figuur in de Estse literaire geschiedenis. Kalevipoeg groeide na zijn dood uit tot het nationale epos van Estland. Hierdoor stond hij aan de wieg van de Estse nationale ontwakingsperiode.
Faehlmann's literaire erfenis omvat ook zijn verhaal "Koit ja Hämarik" (Dageraad en Schemering), dat in 1840 voor het eerst werd gepubliceerd.
Hij stierf op 51-jarige leeftijd in Tartu aan tuberculose.